# Волочаевский (посёлок)
Волоча́евский — посёлок в Орловском районе Ростовской области.
Административный центр Волочаевского сельского поселения.

## Население
| 2010 |
| ---- |
| 832  |

## Улицы
| - ул. Молодёжная, - ул. Октябрьская, - ул. Подстанционная, | - ул. Садовая, - ул. Сердюкова, - ул. Степная. |

## Достопримечательности
Территория Ростовской области была заселена ещё в эпоху неолита. Люди, живущие на древних стоянках и поселениях у рек, занимались в основном собирательством и рыболовством. Степь для скотоводов всех времён была бескрайним пастбищем для домашнего рогатого скота. От тех времен осталось множество курганов с захоронениями жителей этих мест. Курганы и курганные группы находятся на государственной охране.
Поблизости от территории хутора Волочаевского Орловского района расположено несколько достопримечательностей — памятников археологии. Они охраняются в соответствии с Федеральным законом от 25.06.2002 N 73-ФЗ «Об объектах культурного наследия (памятниках истории и культуры) народов Российской Федерации», Областным законом от 22.10.2004 N 178-ЗС «Об объектах культурного наследия (памятниках истории и культуры) в Ростовской области», Постановлением Главы администрации РО от 21.02.97 N 51 о принятии на государственную охрану памятников истории и культуры Ростовской области и мерах по их охране и др.
- Курганная группа «Волочаевский I» из четырёх курганов. Находится на расстоянии около 2,0 км к юго-востоку от хутора Волочаевского.
- Курганная группа «Волочаевский II» (9 курганов). Находится на расстоянии около 2,0 км к югу от хутора Волочаевского.
- Курганная группа «Волочаевский III» (3 кургана). Находится на расстоянии около 2,4 км к юго-западу от хутора Волочаевского.
- Курганная группа «Волочаевский IV» (3 кургана). Находится на расстоянии около 3,5 км к юго-западу от хутора Волочаевского.
- Курганная группа «Волочаевский V» (7 курганов). Находится на расстоянии около 8,3 км к юго-западу от хутора Волочаевского[4].